# 室場村
室場村（むろばむら）は、かつて愛知県幡豆郡に存在した村である。
現在の西尾市の東部の丘陵地帯に該当する。村名は室村と駒場村から一文字ずつとった、合成地名である。

## 沿革
- 江戸時代、この地域は西尾藩領、旗本領、寺社領などであった。
- 1868年（明治元年） - 室村が上室村、中室村、下室村に分立する。
- 1875年（明治8年） - 上室村、中室村、下室村が再び合併し、室村となる。
- 1889年（明治22年）10月1日 - 室村と駒場村が合併し、室場村が発足。
  - 室場村、花明村、家武村、平原村で、室場村外三か村組合（役場事務組合）が設立される。
- 1932年（昭和7年）9月1日 - 室場村、平原村、花明村、家武村が新設合併し、新たに室場村が発足。
- 1954年（昭和29年）8月10日 - 西尾市に編入される。

## 学校
- 室場村立室場小学校（現・西尾市立室場小学校）
- 室場村立室場中学校（1965年に三和中学校と統合。現・西尾市立東部中学校）

## 神社・仏閣
- 林松寺
- 東向寺
- 浄顕寺
- 最厳律寺

## 史跡
- 牟呂城址
- 今川義元首塚(東向寺)